# Faisceau latéral du plexus brachial
Le faisceau latéral du plexus brachial (ou tronc secondaire antéro-externe du plexus brachial) est le tronc nerveux du plexus brachial formé par les divisions antérieures des troncs supérieur et moyen du plexus brachial. Il se compose des contributions des racines C4, C5, C6 et C7.
Il donne naissance aux nerfs suivants :
|                                | Racines | Zone d'innervation |
| nerf pectoral latéral          | C5-C7   | nerf moteur du muscle grand pectoral |
| nerf musculo-cutané            | C5-C7   | nerf moteur pour : - le muscle coracobrachial, - le muscle biceps brachial, - le muscle brachial. nerf sensitif pour les faces antéro-externe et postéro-externe de l'avant-bras. |
| racine latérale du nerf médian | C5-C7   | moteur : - du muscle rond pronateur, - du muscle fléchisseur radial du carpe, - du muscle long palmaire, - du muscle fléchisseur superficiel des doigts, - du muscle fléchisseur profond des doigts, - du muscle long fléchisseur du pouce, - du muscle court abducteur du pouce, - du muscle opposant du pouce, - du muscle court fléchisseur du pouce. sensitif : - pour l'articulation du coude, - pour l'éminence thénar et la moitié latérale de la paume de la main - de la face palmaire des trois premiers doigts et de la moitié latérale du quatrième - de la face dorsale des deuxième et troisième phalanges de l'index et du médius et celle de l'annulaire dans sa moitié latérale. |